# Pošvatky
Pošvatky (Plecoptera) je řád celosvětově rozšířeného hmyzu. Velikost jeho příslušníků se pohybuje mezi pěti a 65 milimetry. Pošvatky v larválním stadiu žijí čtyři roky, jako dospělci zhruba týden.
Odhadovaný počet známých druhů je kolem dvou tisíc, u počtu druhů v České republice se lze v literatuře setkat s číslem 105 a 115, přičemž není vysvětlováno, co tento rozdíl způsobuje; za převažující lze považovat údaj o 115 druzích. Tento řád je systematicky rozdělen na patnáct čeledí.
Pošvatky jsou jedním z primitivnějších řádů létajícího hmyzu, řazených do sběrné kategorie Polyneoptera.

## Typické znaky
Představitelé řádu Plecoptera mají ploché, měkké tělo, jsou nenápadně zabarvení. Typická je pro tento rod kombinace hnědé či šedé barvy, přičemž šedohnědá barva je patrně nejčastější.
Zadeček je normálně vyvinut, bez anomálií, je zakončen dvěma dlouhými přívěsky. U pohlavních orgánů se vyskytují štety, které mají pomocné kopulační funkce. Hruď je rozdělena zřetelně na přibližné třetiny. Zadohruď a středohruď jsou prakticky identické, předohruď se od nich odlišuje tím, že je lehce zploštělá a vytváří tak plochý šíjový štít. Na hrudi jsou umístěny tři páry nohou, které mohou být dlouhé a štíhlé nebo krátké a silné. Chodidla jsou vždy tříčlánková, přičemž tyto články bývají zpravidla stejné, u některých rodů je prostřední článek zkrácen. Pošvatky mají dva páry křídel, která jsou stejně dlouhá, zadní pár je však širší. Samečci mohou mít oproti samičkám křídla různě zkrácena. Na křídlech je patrné zřetelné prvotní rozvětvení, některé druhy ho mají doplněno a příčné, méně patrné žilky. Křídla pošvatky skládají na plocho přes zadeček. Ústní ústrojí je kousací, přičemž kusadla mají prvotní tvar a i na třetím páru jsou zřetelně vyvinuty obě sanice. Ústa jsou doplněna pětičlennými čelistními makadly a tříčlennými pyskovými makadly. Tykadla jsou dlouhá, nitkovitá.
Zajímavým jevem je velmi malý rozvoj nervové soustavy, která je potlačena velmi rozvinutou pohlavní soustavou. Anatomickou zvláštností je fakt, že žaludek není sací, ale svalnatý a je spojen s malpighickými žlázami.

## Rozmnožování a vývoj

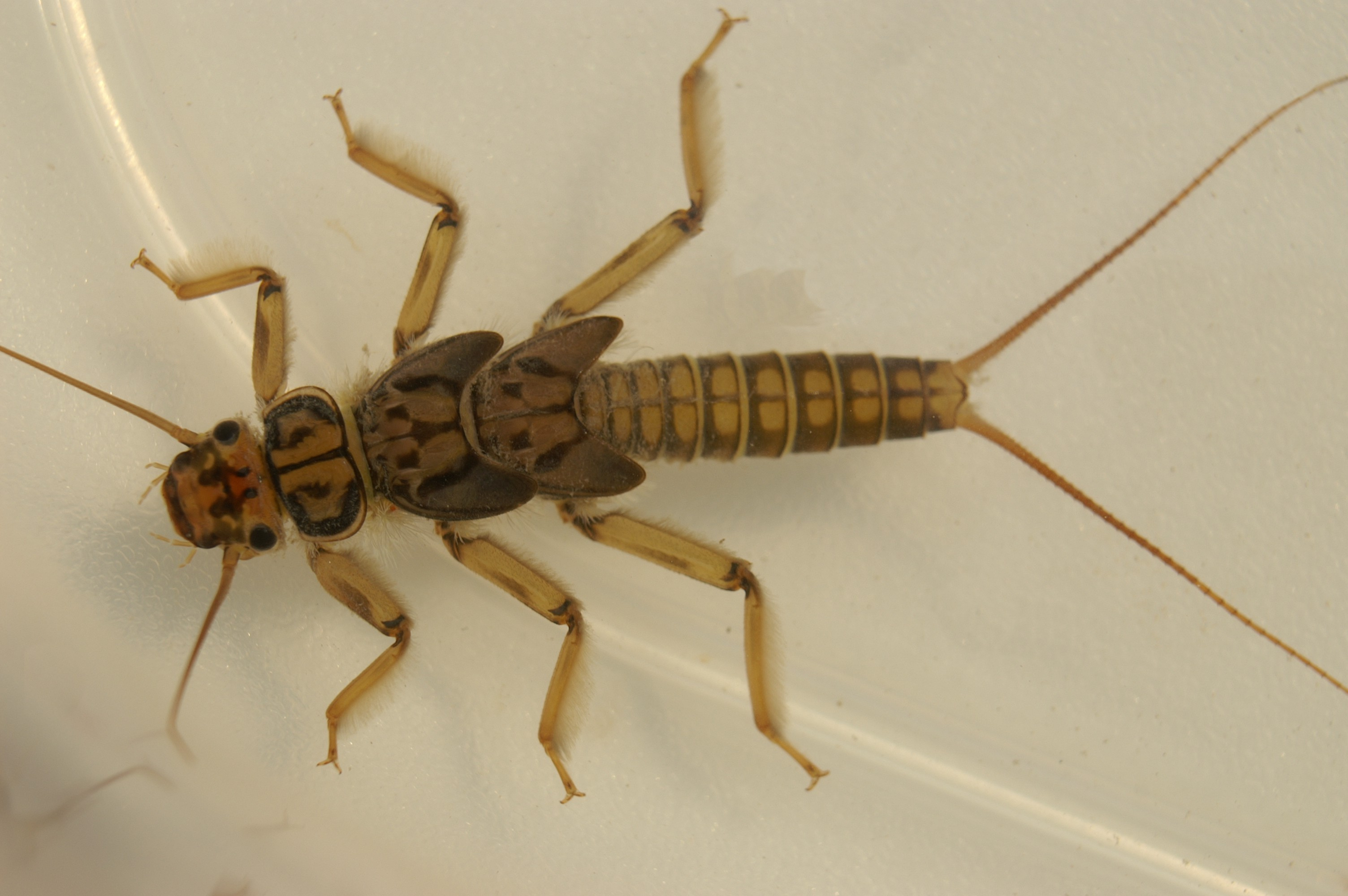
Larva pošvatky

Pošvatky mají zajímavý způsob namlouvání, samci tlučou zadečkem do země a samičky jim na to odpovídají, tyto námluvy mohou trvat poměrně dlouhou dobu. Tento tlukot pošvatky vnímají pomocí smyslových orgánů, které jsou umístěny v nohách.
Samičky po oplodnění shromáždí vajíčka na zadečku a takto spojená do chuchvalců je nakladou do vody. Počet vajíček je individuální, zpravidla se jedná o několik set oplodněných vajíček. Z těch se po druhově rozdílné době vylíhnou nymfy. Obvyklá doba líhnutí se pohybuje mezi čtyřmi až šesti týdny, ale některé druhy mají tuto dobu až tři měsíce.
Vylíhlé larvy jsou pak prakticky stejné jako dospělí jedinci, rozdíly jsou v pozdějších stadiích tak nepatrné, že je pro laika prakticky nemožné určit zda jde o larvu, či dospělého jedince. Tyto rozdíly spočívají nejčastěji v jiném způsobu dýchání a obživy. Z toho pramení rozdíly ve vyvinutí kusadel. Jediným opravdu podstatným rozdílem jsou nevyvinutá křídla. Larvální stadium trvá až čtyři roky a během něho se larva třicet pětkrát svléká. Proměna je nedokonalá. Larvy žijí celý svůj život ve vodě, většina larev dýchá pouze povrchem těla, pouze větší druhy mají na spodní straně hrudi, zadečku nebo nohách žaberní chvosty. Larvy jsou zpravidla masožravé, ale vyskytují se i larvy býložravé a zcela výjimečně se vyskytuje i všežravost.
V posledním larválním stadiu larvy opustí vodu a vylezou na břeh, kde proběhne poslední svlečení a tím i přeměna v dospělce.

## Způsob života
Vzhledem k tomu, že dospělci žijí velmi krátce, samci týden až dva, samice o málo déle, je způsob života redukován na rozmnožovací úlohu. Ačkoli mají křídla, nejsou dobrými letci a létají pouze výjimečně na krátké vzdálenosti. Žijí poblíž vody jak na rostlinách, tak pod kůrou, kameny atp.

## Potrava
Larvy jsou zpravidla masožravci, méně často býložravci a výjimečně všežravci. Dospělci nejčastěji pouze pijí, jinak nepřijímají potravu vůbec, v takovém případě žijí ze zásob. Druhy, které přijímají potravu, se živí řasami a lišejníky.

## Výskyt
Pošvatky jsou celosvětově rozšířeny, většina druhů však žije v mírném nebo chladném podnebném pásu.
Drtivá většina druhů žije v horských či podhorských oblastech u chladnějších vodních toků či ploch, kde probíhá jejich larvální vývoj.

## Význam
Larvy i dospělci jsou důležitou složkou potravního řetězce především pstruhovitých ryb. Z tohoto hlediska je lze považovat za nezastupitelné. Zároveň jejich larvy brání přemnožení jiným druhům (např. komárům).
Larvy pošvatek velice citlivě reagují na znečištění vody a bývají považovány za jeden z ukazatelů čistoty vody.